# Абезьский лагерь
Абезьский лагерь — подразделение в системе исправительно-трудовых учреждений СССР, действовавшее с 1932 года по 1959 гг. в посёлке Абезь.

## История
Первоначально Абезьское лагерное отделение относилось к Северному управлению лагерей железнодорожного строительства ГУЛЖДС. 27 мая 1949 года в связи с передислокацией этого управления и освобождением помещений в посёлке Абезь организовано лаготделение Минлага для инвалидов и нетрудоспособных политических заключённых на 5000 человек.
Здесь находилось шесть лагерных пунктов Минерального лагеря (4 — для мужчин и два — для женщин). В четвёртом лагпункте были десятки бараков (среди них и огромный кирпичный барак, в котором до этого была ремонтно-механическая мастерская), бараки для инвалидов и больница.

### Некоторые известные заключённые
В лагере находилась в заключении белорусская поэтесса Лариса Гениюш.
В лагере находились в заключении и погибли Лев Карсавин, Николай Пунин, Андрей Симуков, Иван Фещенко-Чопивский, Иван Коноплин, Дионисий Каетанович, Григорий Лакота, Григорий Сорокин, Ионас Иодишус, Дер Нистер.
В Абези были в заключении Евгения Таратута, Сусанна Печуро, жена композитора Сергея Прокофьева Лина Ивановна Прокофьева.
В Абезьском лаготделении для инвалидов и нетрудоспособных политических заключённых находился Рихард Рудзитис.
Из числа религиозных деятелей в Абези в 1948—1956 гг. содержались епископы Христиан веры евангельской Афанасий Иванович Бидаш, и Филипп Шокало (г. Кривой Рог, Украина).

### Мемориальное кладбище жертв тоталитарного режима в Абези
На окраине посёлка Абезь, за дренажной канавой, расположено кладбище Абезьского лагеря. По размеру — 3,75 га. Кладбище было признано мемориальным в 1999 году.
12 августа 1990 года перед входом на поселковое кладбище установлен памятник скорби «Пылающий крест», памяти литовских политзаключённых Абезьского лагеря (автор проекта скульптор И. Иодишюс). Монумент освящён епископом Казимиром Василяускасом, бывшим узником Интинского лагеря. Надписи на табличках на литовском, английском, русском и коми языках: «Невернувшимся / Вильнюсское общество ссыльных».